# Садовень, Алексей Андреевич
Алексе́й Андре́евич Садовень (25 сентября (7 октября) 1857, Черниговская губерния — 21 октября 1919, Киев) — русский врач, заслуженный профессор и ректор Императорского университета Святого Владимира (1917—1918).

## Биография
Родился в семье помещика и владельца Андреевских винокуренного и пивомедоваренного заводов Андрея Алексеевича Садовеня (1833—1905) и Глафиры Ивановны Садовень (?—1917). Православный.
По окончании медицинского факультета Императорского Казанского университета в 1880 году, был определён внештатным ординатором университетской терапевтической клиники. В 1886 году защитил докторскую диссертацию «Газообмен и теплопроизводство при уремии», после чего перешёл на службу в медицинский департамент Министерства внутренних дел. В 1888 году был назначен приват-доцентом Военно-медицинской академии в Санкт-Петербурге.
В 1889 году был назначен экстраординарным профессором Императорского университета Св. Владимира по кафедре медицинской химии, а в 1900 году утверждён ординарным профессором по той же кафедре. 27 марта 1913 года назначен деканом медицинского факультета, в каковой должности состоял до мая 1917 года. В 1914 году был удостоен звания заслуженного ординарного профессора. Дослужился до чина действительного статского советника (1911). В 1916 году, как председатель медицинской испытательной комиссии, подписал диплом молодого Михаила Булгакова.
В октябре 1917 года вернулся на должность декана медицинского факультета, которую занимал до сентября 1919 года. С 29 ноября 1917 по 5 апреля 1918 года исполнял также обязанности ректора университета.
Умер в 1919 году в Киеве. Похоронен на Байковом кладбище.

## Семья
Был женат на выпускнице Бестужевских курсов Екатерине Александровне Чертковой (1866—1952), имел сына и дочь. Елена Садовень (1894—1978), известная оперная певица, вместе с матерью в эмиграции во Франции.

## Награды
- Орден Святого Станислава 2-й ст. (1898)
- Орден Святой Анны 2-й ст. (1904)
- Орден Святого Владимира 3-й ст. (1914)
- Орден Святого Станислава 1-й ст. (1915)
- Медаль «В память царствования императора Александра III»
- Медаль «В память 300-летия царствования дома Романовых»